# 炭酸アルミニウム
炭酸アルミニウム(たんさんアルミニウム、aluminium carbonate)は、組成式がAl2(CO3)3で表されるアルミニウムの炭酸塩である。鉱物の一つstrontiodesseriteの構成成分である。不安定な物質であり、容易に水酸化アルミニウムと二酸化炭素に分解する。
{\displaystyle {\ce {Al2(CO3)3\ + 3H2O -> 2Al(OH)3\ + 3CO2}}}
硫酸アルミニウムなどのアルミニウム化合物と炭酸ナトリウムから合成される。
{\displaystyle {\ce {Al2(SO4)3\ + 3Na2CO3 -> Al2(CO3)3\ + 3Na2SO4}}}
容易に分解して不活性である二酸化炭素を放出するため、いくつかの消火器に利用されている。